# Drive5
《Drive5》는 2023년 8월 13일 발매된 휘영의 첫 번째 디지털 싱글이다.

## 앨범 소개
솔로 아티스트 휘영의 첫 발걸음
진솔한 청춘 이야기를 싣고 함께 떠나는 'Drive5'
휘영의 음악적 역량을 만날 수 있는 첫 번째 디지털 싱글 발매
랩, 보컬, 작사, 작곡, 연기 등 다양한 영역에서 활약 중인 SF9 휘영이 솔로 아티스트로서 의미 있는 첫발을 내디딘다.
휘영의 첫 번째 디지털 싱글 ‘Drive5’는 낯설지 않은 구성에 감성적인 기타 테마와 매력적인 비트가 어우러진 R&B 장르의 곡으로, 긴 만남 뒤에 온 짧은 이별의 순간을 ‘Drive’에 빗대어 표현했다.
“제가 생각하고 느꼈던 청춘이 이 곡을 통해 여러분에게도 전달됐으면 좋겠습니다.”
휘영은 디지털 싱글 ‘Drive5’의 단독 작사가로 이름을 올렸으며, 작곡에도 참여해 완성도를 높였다. 이뿐만 아니라 자신이 느낀 청춘을 음악에 담아 많은 이들에게 닿길 바라며 곡에 대한 애정과 진정성까지 드러냈다.
만남과 헤어짐을 속도에 비유한 ‘Drive5’의 가사는 이별을 경험해 본 많은 이들의 공감을 불러일으킨다. 여기에 휘영의 감각적인 랩과 보컬이 더해져 팬들의 플레이리스트를 한층 더 풍성하게 채운다.
그동안 꾸준히 자작곡을 선보이며 자신만의 음악색을 보여준 휘영. 이번 디지털 싱글 ‘Drive5’로 그동안 갈고 닦은 그의 음악적 역량을 만날 수 있어 앞으로도 장르를 가리지 않고 자신만의 길을 나아갈 휘영의 행보가 더욱 기대된다.

## 여담
- 2020년 사운드클라우드에 발표했던 곡을 다듬어 발매한 곡이다. 가사와 곡의 구성이 달라졌다.